# Ex Machina: Arcade
Ex Machina: Arcade — компьютерная игра, приквел к Action/RPG «Ex Machina», действие которого разворачивается в пустынных каньонах Северной Америки, во время глобальной катастрофы, вызванной падением летающей тарелки и атакой неизвестного вируса.

## Игровой процесс
В игре 8 уровней, в каждом из которых есть определённое число заданий. Игроку даётся 1 машина, которую можно улучшать: характеристики брони и скорости, оружия (пулемёт, ракеты, огнемёт, зенитное орудие, таран на переднем бампере, мины), турбоускоритель и прыжковый двигатель. Дополнительное оружие можно подбирать в игре, но оно исчезает с течением времени.

Повреждения: вмятины на корпусе.

## Критика
| Русскоязычные издания | Русскоязычные издания |
| Издание               | Оценка                |
| --------------------- | --------------------- |
| Absolute Games        | 66 %                  |
| «PC Игры»             | 5 из 10               |
| «Страна игр»          | 5,5 из 10             |